# VESA BIOS Extensions
VESA BIOS Extensions (VBE) — расширение BIOS в стандарте VESA, дополнительные функции видео-BIOS видеокарты по отношению к базовому видео-BIOS для VGA, позволяющие запрашивать у адаптера перечень поддерживаемых видеорежимов и их параметров (разрешение, цветность, способы адресации, развёртка и т. п.) и изменять эти параметры для согласования адаптера с конкретным монитором.
По сути, VBE является стандартом программного сопряжения с VESA-совместимыми картами — при работе через видео-BIOS он позволяет обойтись без специализированного драйвера видеокарты.
VBE использует ряд функций прерывания Int 10h (AH=4Fh; AX=4F00h, 4F01h, 4F02h, 4F03h, 4F04h, 4F05h, 4F06h, 4F07h, 4F08h, 4F09h, 4F0Ah, 4F10h, 4FFFh).
Стандарт VBE 1.2 вышел в 1991 году, 2.0 в 1994 году, 3.0 в 1998 году.
Linux поддерживает использование VBE с помощью драйвера vesafb. FreeBSD поддерживает VBE через vga(4)